# Желобнюк Вадим Віталійович
Вадим Віталійович Желобнюк (рос. Вадим Витальевич Желобнюк; 22 квітня 1989, м. Москва, СРСР) — російський хокеїст, воротар. Виступає за «Нафтовик» (Альметьєвськ) у Вищій хокейній лізі.
Вихованець хокейної школи «Динамо» (Москва). Виступав за: «Динамо-2» (Москва), «Динамо» (Москва), Газпром-ОГУ (Оренбург), МХК «Крила», МХК «Динамо», ХК «Рязань», «Динамо» (Балашиха).
У складі молодіжної збірної Росії учасник чемпіонату світу 2009. У складі юніорської збірної Росії учасник чемпіонату світу 2007.
Досягнення
- Бронзовий призер молодіжного чемпіонату світу (2009)
- Переможець юніорського чемпіонату світу (2007).